# Rubus arizonensis
Rubus arizonensis är en rosväxtart som beskrevs av Wilhelm Olbers Focke. Rubus arizonensis ingår i släktet rubusar, och familjen rosväxter. Inga underarter finns listade i Catalogue of Life.